# Estación de Camas
Camas es un apeadero ferroviario situado en el municipio español de Camas, en la provincia de Sevilla, comunidad autónoma de Andalucía. Forma parte de la línea C-5 de la red de Cercanías Sevilla.

## Situación ferroviaria
Las instalaciones se encuentran situadas en el punto kilométrico 6,2 de la línea férrea de ancho ibérico que une Sevilla con Huelva.

## La estación
La estación fue inaugurada el 28 de marzo de 2011. Es un nuevo recinto que sustituye al antiguo recinto que se encontraba situado dentro del casco urbano, varios kilómetros al sur. Dispone de un único andén lateral de 200 metros de longitud al que accede la vía principal. El edificio para viajeros abarca una superficie total de 223,8 metros cuadrados. Es accesible gracias a rampas y escaleras. En el exterior cuenta con una zona de aparcamiento.

## Servicios ferroviarios

### Cercanías
Forma parte de la línea C-5 de la red de Cercanías Sevilla. La frecuencia media es de un tren cada 30-60 minutos.
| procedencia/destino | < estación           | Línea | estación >   | destino/procedencia  |
| ------------------- | -------------------- | ----- | ------------ | -------------------- |
| Benacazón           | Valencina-Santiponce |       | San Jerónimo | Jardines de Hércules |